# Amour obsessionnel

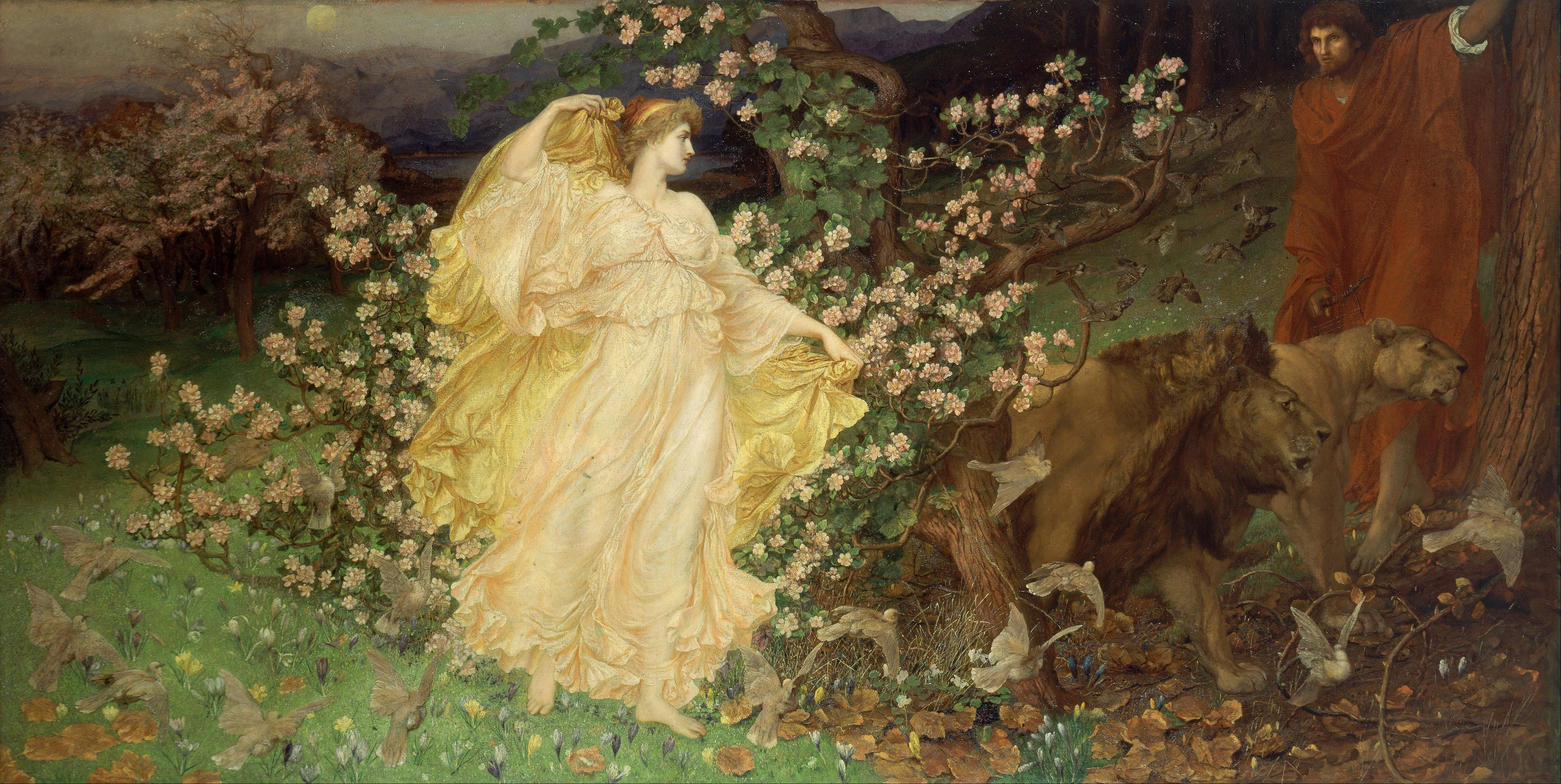
William Blake Richmond - Vénus et Anchise

 (décembre 2016).
Si vous disposez d'ouvrages ou d'articles de référence ou si vous connaissez des sites web de qualité traitant du thème abordé ici, merci de compléter l'article en donnant les références utiles à sa vérifiabilité et en les liant à la section « Notes et références ».
En pratique : Quelles sources sont attendues ? Comment ajouter mes sources ?
L'amour obsessionnel est un état hypothétique dans lequel une personne ressent un désir obsessionnel de posséder une autre personne, envers qui elle a une forte attirance, avec une incapacité à accepter l'échec ou le rejet. Bien que non répertorié pour les diagnostics mentaux du DSM 5, certaines personnes affirment que l'amour obsessionnel est considéré comme une maladie mentale semblable aux troubles de l'attachement, au trouble de la personnalité limite, et à l'érotomanie. Les amoureux obsessionnels peuvent se sentir totalement incapables d'empêcher des comportements extrêmes, tels que des actes de violence à l'égard d'eux-mêmes. Ils peuvent être tout à fait convaincus que leurs sentiments sont l'amour, et peuvent rejeter l'idée que leur grave obsession ne correspond pas à de l'amour.
Le trouble obsessionnel amoureux a été fréquemment utilisé et/ou exagéré dans les médias de masse, souvent par le biais d'une femme faisant preuve d'affection envers un homme, soit d'une manière comique, soit d'une manière terrifiante,,.